# Theodore Foster
Theodore Foster, född 29 april 1752 i Brookfield i Massachusetts, död 13 januari 1828 i Providence i Rhode Island, var en amerikansk politiker (federalist). Han representerade delstaten Rhode Island i USA:s senat 1790–1803. Han var bror till Dwight Foster som var senator för Massachusetts 1800–1803.
Foster utexaminerades 1770 från Rhode Island College (numera Brown University). Han studerade sedan juridik och inledde 1771 sin karriär som advokat i Providence.
Foster och Joseph Stanton Jr. valdes till de två första senatorerna för Rhode Island i den första  amerikanska kongressen. Foster omvaldes sedan två gånger. Han efterträddes 1803 som senator av Samuel J. Potter.